# Sade Adu
Helen Folasade Adu (n. 16 ianuarie 1959, Ibadan, Statul Oyo, Nigeria), cunoscută sub numele de Sade (pronunțat [Șadei]), este o cântăreață, compozitoare, aranjoare și producătoare muzicală britanico-nigeriană. A atins succesul în anii '80, ca vocalistă a grupului britanic laureat al premiilor Grammy, Sade.

## Biografie
Sade s-a născut în Ikere, Nigeria. Numele ei, "Folosade", înseamnă „dragostea îți conferă coroana”.
Părinții ei, Bisi Adu, un conferențiar economic în cadrul grupurilor etnice și etno-lingvistice Yaruba, din vestul Africii, iar mama, Lala Hayek - o asistentă englezoaică, s-au cunoscut la Londra și s-au mutat la scurtă vreme în Africa. Ulterior, când mariajul lor a început să întâmpine dificultăți, Anne s-a întors în Anglia, la Essex, luându-o pe Sade (atunci în vârstă de patru ani) și pe Banjo – fratele mai mare al lui Sade să locuiască cu părinții ei. Locuind în Colchester, Essex, Sade a dezvoltat un interes crescut pentru modă, dans și pentru artiști soul precum Curtis Mayfield, Dony Hathaway și Marvin Gaye.
În 1977, Sade a mers la Londra pentru un curs de modă, cu durată de trei ani, desfășurat la Colegiul St. Martin. În timpul școlii a lucrat ca și curier pe bicicletă și ospătară. La absolvire, a pus bazele unui mic atelier de modă; a început prin confecționarea de haine bărbătești, ajutată de o prietenă apropiată, Gulonia Chapper. Succesul s-a cam lăsat așteptat, iar Sade s-a deziluzionat văzând instabilitatea și materialismul din industria modei.
Și-a încercat apoi norocul ca și model, a apărut pe coperțile mai multor reviste de modă, ca la scurtă vreme să-și dea seama că nici asta nu era ceea ce-și dorea în viață.

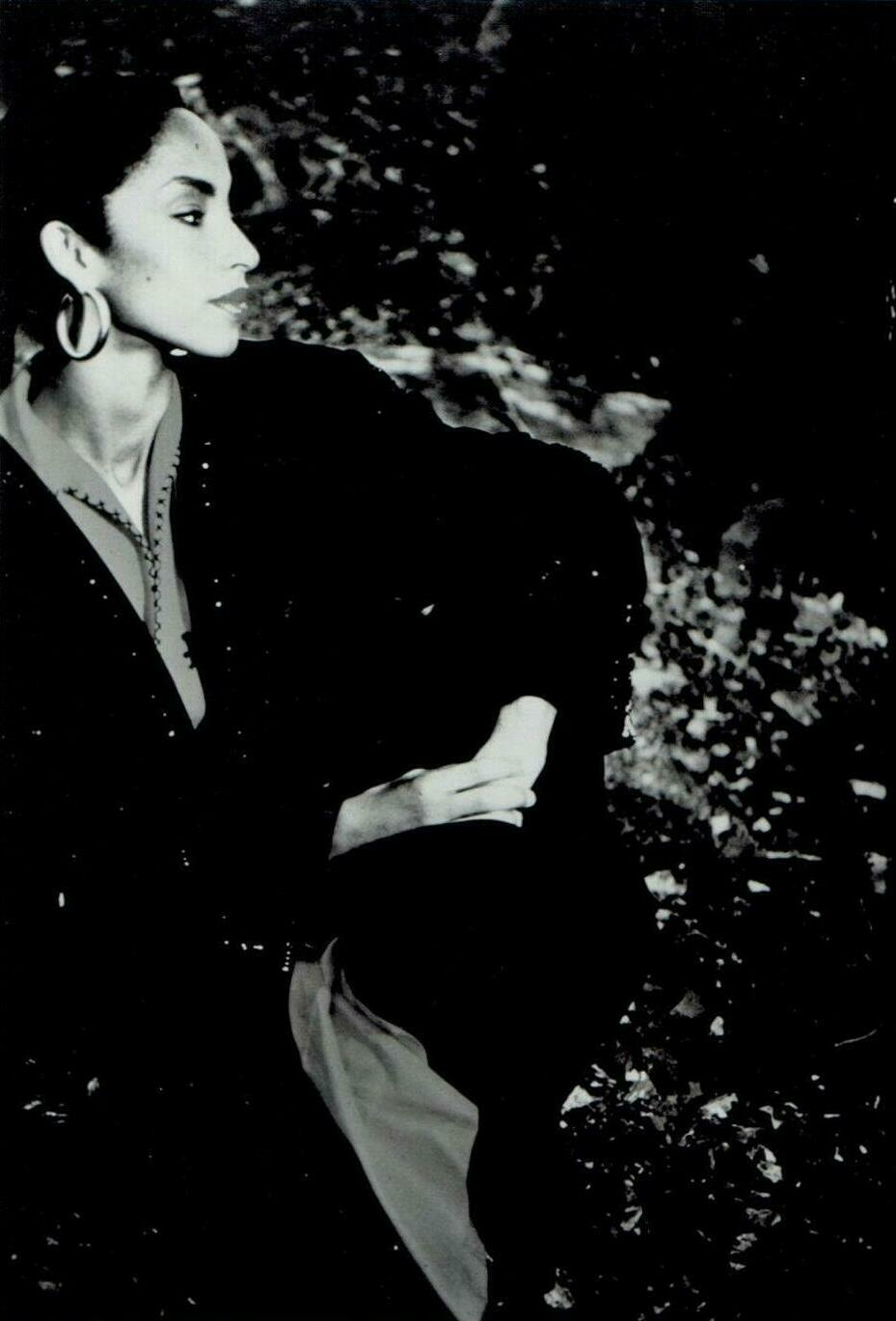
Sade Adu în 1986

Sade a făcut cunoștință prima dată cu muzica în 1980, când a participat la o audiție pentru o formație latino numită „Arriva”. Deși a părăsit rapid formația, a păstrat legătura cu unul dintre colegi și din colaborarea lor a ieșit piesa „Smooth Operator”. La un an de la părăsirea grupului Arriva, Sade a dat o nouă probă pentru a face parte din formația Pride. Deși inițial a fost respinsă, a fost ulterior invitată să se alăture formației deoarece nicio altă candidată nu s-a arătat a fi exact ceea ce căutau managerii. A început prin a fi vocalistă de fundal, dar în urma colaborării care a ridicat publicul în picioare, cu saxofonistul Stweart Matthewman, a trecut drept vocea principală a grupului. După un an, Pride s-a destrămat în lipsa unui contract cu o casă de discuri care să le producă muzica.
Dar Sade nu a fost abandonată. A fost contactată de casa de discuri Epic și au pornit la drum cu o nouă formație intitulată Sade, alături de Stewart Matthewman și Andrew Hale.
În 1984 a fost lansat primul album al trupei, Diamond Life. Deși inițial s-a hotărât că albumul nu va fi lansat în America, succesul neașteptat pe piața europeană i-a făcut pe producători să se răzgândească. Lansarea piesei Smooth Operator a propulsat rapid albumul în topuri, unde a rămas timp de 81 de săptămâni.
În 1985, Sade a jucat în filmul Absolute Beginners, produs de Julien Temple. A jucat rolul cântăreței Athene Duncannon, interpretând melodia „Killer Blow”, scrisă de ea și Simon Booth.
În 1998, trupa Sade a lansat primul album produs în totalitate de ei, „Stronger than Pride”. Din nou, formația a țintit în primele 10 poziții în clasamentele de specialitate.
După o căsnicie ratată, Sade s-a dedicat muzicii și astfel, în 1992 a fost lansat „Love Deluxe”, cel de-al 4-lea album de studio. A devenit instantaneu un hit, iar piese ca „Cherish the day”, „I couldn’t love you more” sau „Pearls” au devenit emblemă pentru anii `90. 
„No ordinary love” a stat în fruntea topurilor luni de zile. Videoclipul, care ne-o arată pe Sade jucând rolul unei sirene profund îndrăgostite, a contibuit și el la notorietatea piesei, care a dus la vânzări record ale albumului, care au depășit 4 de milioane de copii numai în America.
Fix 2 ani mai târziu a fost lansat albumul „The best of Sade” care a adus vânzări similare precedentului. La scurtă vreme, Sade se mută cu prietenul ei, Bob Morgan, în Jamaica, unde pe 21 iulie 1996, cei doi devin pentru prima dată părinți.
3 ani mai târziu, apare albumul „Lover’s rock”, o colecție de piese înregistrate de trupă în stilul caracteristic, care le-a adus notorietatea și i-a făcut cunoscuți drept „una dintre cele mai dedicate formații din industria muzicală”.

## Viața personală
Pe 13 ianuarie 1989, Sade s-a căsătorit cu Carlos Scola, un producător de film, de origine spaniolă. Ceremonia a avut loc în Guadalajera, Spania. În 1991, au divorțaț.
În 1995, Sade s-a mutat în Jamaica, la Ocho Rios, unde locuiește împreună cu Bob Grubble, un cântăreț indian care nu mai profesează. Pe 21 iulie 1996, s-a născut primul lor copil, o fetiță pe nume Ila.

## Discografie

### Sade
| Albume de studio - 1984: Diamond Life - 1985: Promise - 1988: Stronger Than Pride - 1992: Love Deluxe - 2000: Lovers Rock - 2010: Soldier of Love | Alte albume - 1992: Remix Deluxe - 1994: The Best of Sade - 2002: Lovers Live - 2011: The Ultimate Collection - 2012: Bring Me Home Live 2011 |

### Colaborări
- Absolute Beginners OST (Virgin, 1986)